# Acraea sjostedti
Acraea sjostedti är en fjärilsart som beskrevs av Felix Bryk 1922. Acraea sjostedti ingår i släktet Acraea och familjen praktfjärilar. Inga underarter finns listade i Catalogue of Life.